# اگراهرا، چانارایپاتنا
اگراهرا، چانارایپاتنا (به انگلیسی: Agrahara, Channarayapatna) یک روستا در هند است که در کارناتاکا واقع شده‌است.